# Andrey Santos
Andrey Nascimento dos Santos (* 3. května 2004 Rio de Janeiro) je brazilský profesionální fotbalista, který hraje na pozici středního záložníka za francouzský klub RC Strasbourg Alsace, kde je na hostování z Chelsea, a za brazilský národní tým.

## Klubová kariéra

### Vasco da Gama
Andrey Santos se narodil v brazilském Rio de Janeiru. V roce 2011 se dostal do akademie klubu CR Vasco da Gama. Santos 7. srpna 2020, ve věku 16 let, podepisal svou první profesionální smlouvu do prosince 2023.
Svůj první profesionální zápas odehrál 28. listopadu 2021 v ligovém utkání proti Londrina Esporte Clube.
Dne 7. června 2022 vstřelil Santos svůj první profesionální gól v ligovém zápase proti týmu Clube Náutico Capibaribe. Pomohl svému týmu vyhrát 3:2.
V létě 2022 se o něj zajímalo několik evropských klubů, zejména FC Barcelona. Santos se však rozhodl v brazilském klubu zůstat a 5. září 2022 nakonec prodloužil smlouvu s Vasco da Gama do září 2027.
V prosinci 2022 se dohodl na přestupu do Chelsea, částka za přestup je odhadována na 20 milionů eur (17,5 milionu liber).

## Statistiky

### Klubové
K 6. listopadu 2022
| Klub          | Sezóna | Liga    | Liga   | Liga | Státní liga | Státní liga | Pohár  | Pohár | Celkem | Celkem |
| Klub          | Sezóna | Liga    | Zápasy | Góly | Zápasy      | Góly        | Zápasy | Góly  | Zápasy | Góly   |
| ------------- | ------ | ------- | ------ | ---- | ----------- | ----------- | ------ | ----- | ------ | ------ |
| Vasco da Gama | 2021   | Série B | 1      | 0    | 1           | 0           | 0      | 0     | 2      | 0      |
| Vasco da Gama | 2022   | Série B | 33     | 8    | 2           | 0           | 1      | 0     | 36     | 8      |
| Celkem        | Celkem | Celkem  | 34     | 8    | 3           | 0           | 1      | 0     | 38     | 8      |